# Jean Ballard
Jean Ballard (14 novembre 1893-18 juin 1973) est un poète, écrivain et éditeur français directeur de la revue littéraire Les Cahiers du Sud.

## Biographie

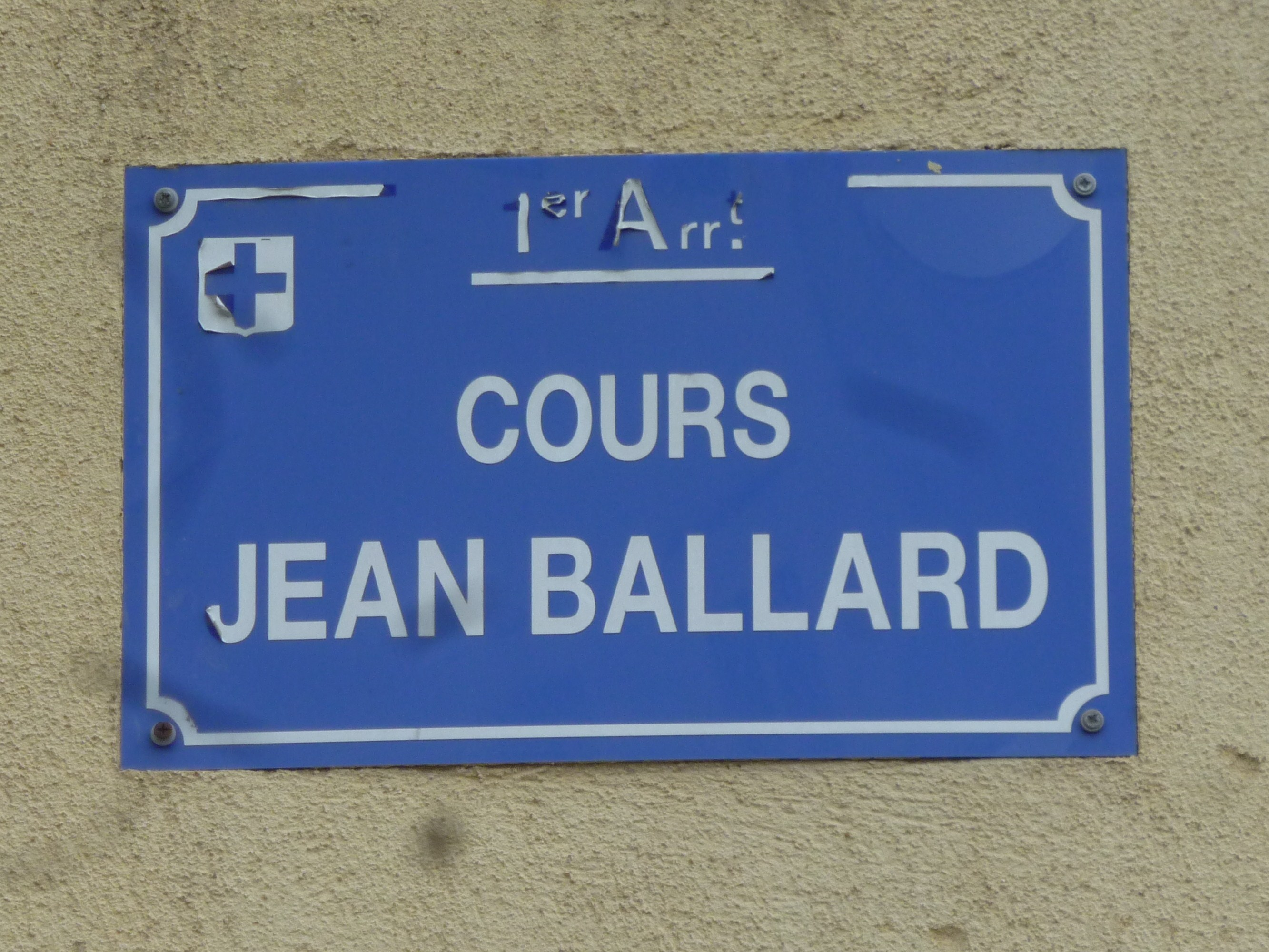
Cours Jean Ballard à Marseille

Jean Ballard était un autodidacte qui gagnait sa vie en tant que peseur-juré sur le Cours Julien à Marseille.
Il contribue en 1913, avec d'anciens camarades du Lycée Thiers qui fréquentaient les classes préparatoires, à la fondation de la revue littéraire et poétique Fortunio de Marcel Pagnol, qui deviendra sous sa direction en 1924 Les Cahiers du Sud, dont la parution se poursuivit régulièrement jusqu'en 1966.

## Hommage
- le Cours Jean-Ballard est une voie de Marseille où se trouvait le siège des Cahiers du Sud.

## Pour approfondir